# Sergio Mulitsch di Palmenberg
Sergio Mulitsch di Palmenberg (Trieste, 1º giugno 1923 – Londra, 25 agosto 1987) è stato un imprenditore e filantropo italiano.
Ha ideato e realizzato pionieristici progetti per la vaccinazione contro la poliomielite nelle Filippine, in India e in Marocco, che saranno poi adottati nel 1985 dal Rotary International come PolioPlus. È stato il fondatore nel 1984, con il socio del Rotary Club di Forlì Luciano Ravaglia, dell'Ong “Nuovi Spazi al Servire - Istituto per la cooperazione con i Paesi in via di sviluppo”.

## Biografia

Sergio Multisch (il primo a sinistra) e Luciano Ravaglia (Roma, 1985): Mulitsch fu nominato chairman del Comitato nazionale PolioPlus del Rotary Italiano con l'Ing. Luciano Ravaglia suo vice.

Sergio Mulitsch di Palmenberg, nato a Trieste da una famiglia goriziana di industriali, prese parte, come fotografo di guerra dell'Aeronautica Militare, alla seconda guerra mondiale.
Nel 1946, terminata la guerra, si dedicò professionalmente alle tecniche di imballaggio, dal cartone alle pellicole plastiche. Divenne presidente dell'Istituto Italiano dell'Imballaggio viaggiando, per questo, in molti Paesi: dagli Stati Uniti, alla Argentina, da Cuba alla Cina. Ricoperti incarichi ufficiali per le Nazioni Unite e per vari Ministeri italiani fu presidente, dal 1973 al 1976, della Federazione Europea dell'Imballaggio e, dal 1974 al 1975, vicepresidente della Organizzazione Mondiale dell'Imballaggio.
L'interesse di Mulitsch per i Paesi poveri lo portò, nel 1978, a Nuova Delhi come oratore su “Lotta alla fame e alla malnutrizione” in una Conferenza dell'Organizzazione delle Nazioni Unite dedicata alle “Tecnologie più adeguate per i Paesi in via di sviluppo”.
Eletto per il triennio 1983-85 nel Consiglio Direttivo dell'Organizzazione Mondiale dell'Imballaggio continuò a gestire personalmente l'azienda di famiglia, la Packaging SpA di Zingonia, specializzata nella produzione di film plastici per l'imballaggio, sino alla morte, quando l'azienda fu ceduta. Si spense a Londra, nel 1987, nell'attesa di un intervento per una malattia contratta nelle Filippine, lavorando fino all'ultimo giorno a nuovi progetti rotariani.

## Attività con il Rotary e per la lotta alla poliomielite
Sergio Mulitsch entrò nel Rotary Club di Salò e Desenzano del Garda nel 1967. Eletto dopo tre anni presidente del club fu nominato rappresentante del presidente internazionale Ernest Breitholz per la riorganizzazione del Rotary in Jugoslavia e presidente della Commissione Distrettuale per l'Ecologia: per questo ricevette un diploma di benemerenza dal governatore Domenico Carini. Fu nominato componente di altre commissioni rotariane e per il suo impegno ricevette numerosi riconoscimenti.
Nel 1976 ricevette l'incarico di fondare il Rotary Club di Treviglio e della Pianura Bergamasca che vide la luce nel 1979. Nello stesso anno Mulitsch partecipò alla Convention rotariana di Roma, approfondendo il valore del programma di solidarietà internazionale 3H (Health, Hungry, Humanity). In quella occasione Mulitsch cominciò a pensare a lanciare l'idea di organizzare una campagna mondiale contro la poliomielite per i bambini dei Paesi poveri. L'idea fu condivisa dai vertici del Rotary International: Mulitsch si prestò a sperimentare una prima campagna di vaccinazione che, partendo dall'Italia, potesse portare il vaccino nelle Filippine, Paese allora severamente colpito dalla malattia.
Nel 1980 iniziò così l'intervento contro la poliomielite che sarà adottato dal Rotary International come operazione “Polio 2005” e poi come progetto “PolioPlus”. Negli anni successivi, le campagne di vaccinazione si ripeterono nelle Filippine, sino a raggiungere l'India e il Marocco. L'attività di Mulitsch - che poteva giovarsi della competenza di Albert Sabin - trovò ben presto la solidarietà e il sostegno dei Club Rotary del Distretto 204 e 206 riuscendo a coinvolgere, infine, la gran parte dei Club italiani. Negli anni 1981-82 Mulitsch fu nominato delegato interdistrettuale del Rotary per il programma 3H.
Nel 1983 fu eletto Governatore del Distretto 204 del Rotary International per l'annata 1984-85. Nello stesso anno sviluppò l'idea nata all'Isola d'Elba, durante il congresso del Distretto 207, in seguito ad un colloquio avuto con l'Ing. Luciano Ravaglia, socio del Rotary Club di Forlì e presidente del Comitato Interpaese Italia-Marocco: un importante progetto si concretizzò il 18 dicembre 1984 con la nascita dell'Associazione “Nuovi Spazi al Servire - Istituto per la cooperazione con i Paesi in via di sviluppo” avvenuta per volontà di Sergio Mulitsch, di Luciano Ravaglia e di altri cinque rotariani, soci fondatori. Mulitsch fu nominato chairman del Comitato nazionale PolioPlus del Rotary Italiano con Luciano Ravaglia suo vice. Negli anni che seguirono si impegnò con l'amico Luciano Ravaglia per ottenere da parte del Ministero degli Affari Esteri il riconoscimento quale organizzazione non governativa dell'Istituto “Nuovi Spazi al Servire”. La missione internazionale di “Nuovi Spazi al Servire” fu portata avanti dal 1987 da Luciano Ravaglia, nominato presidente dell'Ong alla morte di Mulitsch.
Un vecchio direttore del Rotary International, il filippino Sabino Santos, amava ricordare, relativamente all'immunizzazione per la polio nel suo Paese che: